# Castell de Pera (Sant Llorenç Savall)
|  | Per a altres significats, vegeu «Castell de Pera (Montagut i Oix)». |

El castell de Pera és un castell del municipi de Sant Llorenç Savall, al Vallès Occidental. El castell, d'estill romànic, està documentat per primera vegada l'any 1018.
És un monument declarat Bé Cultural d'Interès Nacional i Bé d'Interès Cultural en l'Inventari del Patrimoni Arquitectònic de Catalunya.

## Situació
El castell de Pera és a un turó de la serra del castell de Pera, a una alçada de 740,6 m, situat a un indret prominent sobre la vall d'Horta i la capçalera de la conca del riu Ripoll. La serra del castell de Pera és una carena limítrof de la vall d'Horta per la banda nord i s'uneix a Roca Sareny (804,4 m) a través del coll de la Costa (673,5 m) en direcció nord-oest. El castell es troba a l'est del mas d'Agramunt i al sud de les restes del mas Saladelafont. És a uns 2,8 km al nord-oest del centre de Sant Llorenç Savall.
El camí d'accés més habitual és pel sender local SL C-56, que surt des la masia de Can Brossa, a la vall d'Horta, en direcció nord per un dels contraforts de la serra del castell de Pera. També s'hi pot accedir des de la masia de la Muntada, també a la vall d'Horta i en sentit nord, o des de Roca Sareny, carenejant la serra del castell de Pera.

## Descripció

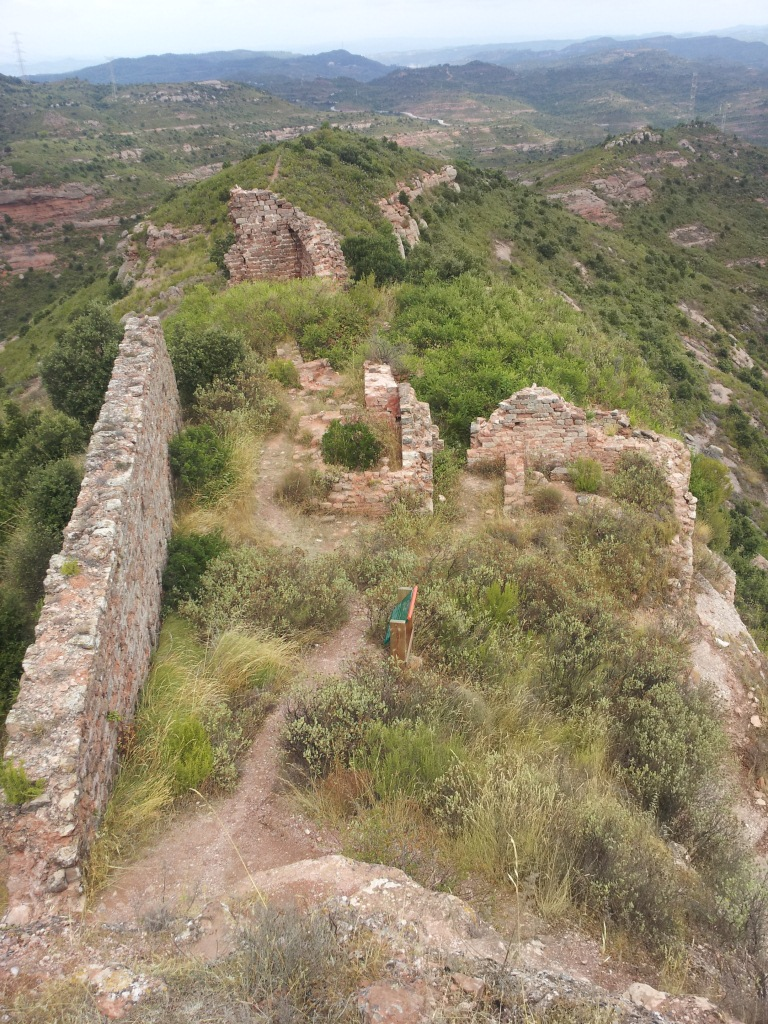
Conjunt de les restes del castell

El castell de Pera té una forma allargassada que va de nord a sud i ressegueix els desnivells del turó. El recinte tenia dues entrades: una a la banda nord i l'altra a l'est, on encara es poden veure els graons. El mur de ponent encara es conserva, té dues filades d'espitlleres a diferents nivells. Per darrere d'aquest mur s'obre el pati d'armes. També s'hi han trobat dues cisternes i un forn.
A l'extrem nord-oest hi ha les restes d'una estructura quadrada, possiblement una torre de guaita; aquesta estructura té adossades restes d'una nau que encara conserva l'arrencada de la volta. A l'altre extrem hi ha un merlet rocós que constituiria l'altre punt de guaita.
A llevant es conserven les restes de l'antiga capella de santa Maria. És de petites dimensions, d'una sola nau i amb l'absis semicircular més estret que la nau. L'absis, que està orientat cap a l'est, forma part del mur de fortificació del castell. La porta s'obre al mur de migjorn, té una amplada de mig metre a l'exterior i s'eixampla fins a un metre a l'interior.

## Història
L'any 1018 apareix el castell de Pera per primera vegada a la documentació i, al llarg del segle xi se'l menciona diverses vegades com a límit d'alguna propietat. El 1157, Guilleuma, esposa del difunt Ramon de Pera, i el seu marit posterior, establiren un conveni amb el comte Ramon Berenguer IV sobre els drets del castell.
A partir d'aquest moment el castell apareix en diferents documents i passarà a mans de diversos propietaris. El 1287 el comprà el notari real, Pere Marquès. La família Marquès va ser la propietària del castell fins al 1365 quan Andreu Marquès el va traspassar al monestir de Sant Jaume de Vallparadís de Terrassa. El 1378, el monestir el va vendre a la família Sentmenat els quals encara eren els propietaris al segle xviii.

## Galeria d'imatges

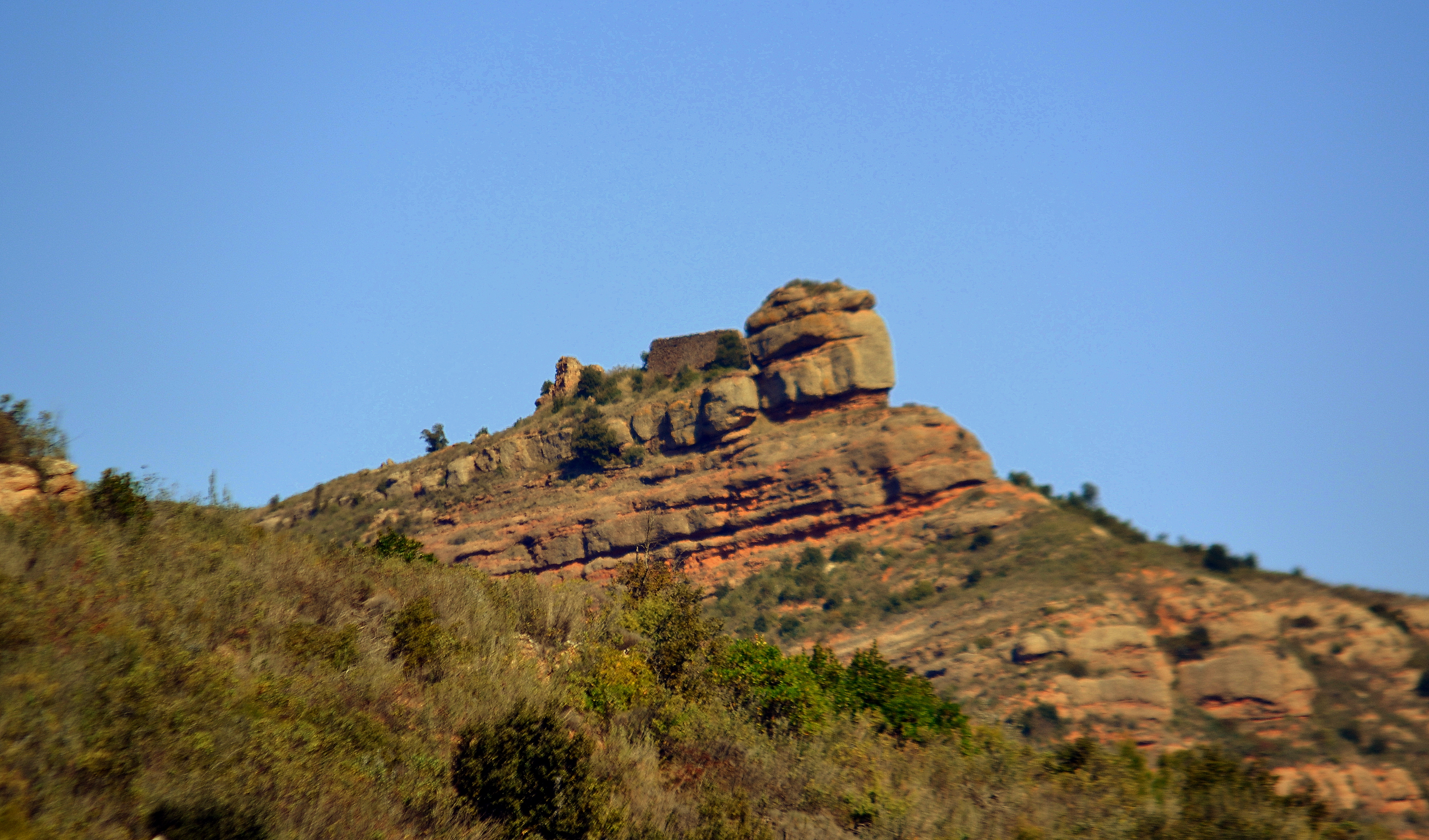
El castell vist des de la vall d'Horta
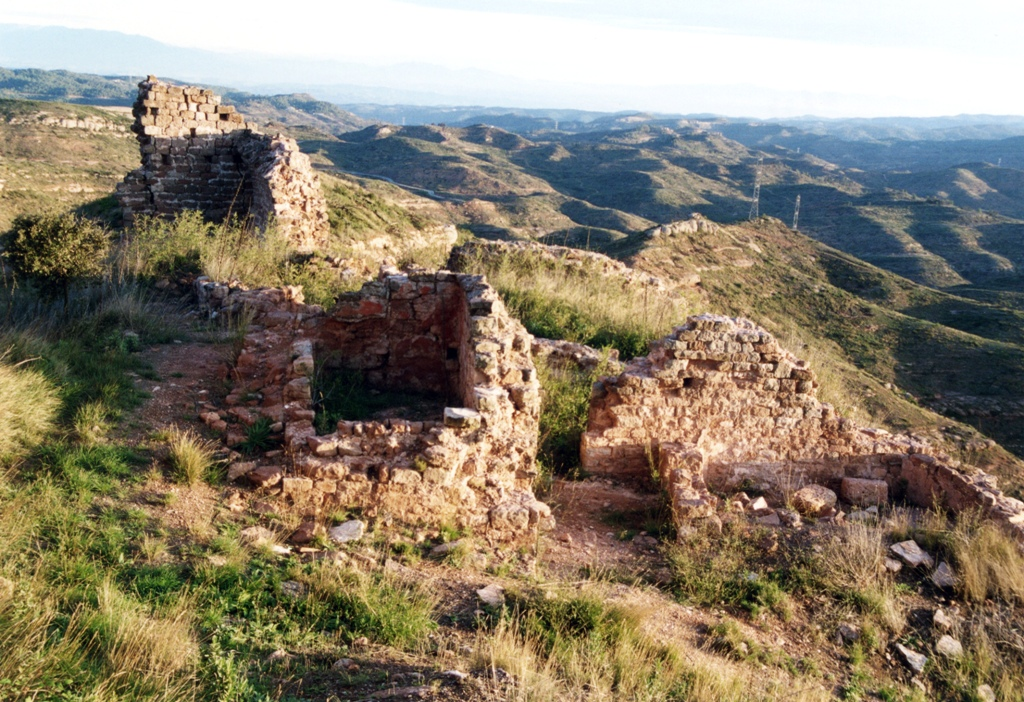
Restes de la capella de Santa Maria i d'altres estructures